# Lope de Vega
Pour les articles homonymes, voir Lope et Vega.
Félix Lope de Vega Carpio, né le 25 novembre 1562 à Madrid et mort le 27 août 1635 dans la même ville, est un dramaturge et poète espagnol. Il est considéré comme l'un des écrivains majeurs du Siècle d'or espagnol.
Surnommé par Miguel de Cervantes « le Phénix, le monstre de la nature », il est le fondateur de la Comedia nueva ou tragi-comédie à l'espagnole à un moment où le théâtre devenait un phénomène culturel de masse.
Lope de Vega a été un auteur extrêmement prolifique : il aurait écrit environ 3 000 sonnets, 9 épopées, des romans, 1 800 pièces profanes, 400 drames religieux, de nombreux intermèdes. Il a cultivé tous les tons et abordé tous les thèmes.
Ami de Quevedo et de Juan Ruiz de Alarcón, ennemi de Luis de Góngora et envié par Cervantes, il eut une vie aussi extrême que son œuvre, il était chevalier de Malte de l'ordre de Saint-Jean de Jérusalem.

## Biographie

### Jeunesse
Lope Félix de Vega Carpio, est issu d’une famille humble originaire de Valle de Carriedo (Santander). Il est le fils de Félix de Vega, brodeur, et de Francisca Fernández Flórez. Si nous ne savons rien de sa mère, en revanche nous savons que son père s’installe à Madrid en 1561, après un bref séjour à Valladolid. Lope de Vega affirmera par la suite que son père est venu à Madrid pour suivre une conquête amoureuse que sa future mère fera rompre : Lope sera le fruit de la réconciliation de ses parents et devra son existence à la jalousie qu’il saura si bien décrire dans son œuvre dramatique.
Enfant précoce, il sait lire le latin et le castillan dès l’âge de cinq ans. C’est à cet âge qu’il compose ses premiers vers. Il révèle lui-même que c’est à douze ans qu’il écrit des comedias (Yo las componía de once y doce años / de a cuatro actos y de a cuatro pliegos / porque cada acto un pliego contenía). Son talent lui ouvre les portes de l’école madrilène du poète et musicien Vicente Espinel qu’il citera toujours avec vénération, comme dans ce sonnet : « Aquesta pluma, célèbre maestro / que me pusisteis en las manos, cuando / los primeros caracteres firmando / estaba, temeroso y poco diestro... » Il continue sa formation à la Compagnie de Jésus qui deviendra plus tard le Colegio Imperial (1574).
Il poursuit ensuite des études à l’université d’Alcalá de Henares pendant quatre ans (1577-1581) mais n’obtient aucun diplôme. Sa vie amoureuse dissolue l’éloigne du sacerdoce et le prive des bourses d’études de ses protecteurs. Il vit d'expédients, gagne sa vie comme secrétaire d’aristocrates, gagne un peu d'argent en écrivant des comedias et piezas de circunstancias.
En 1583, il s’engage dans la marine et livre bataille contre les Portugais à l’Isla Terceira, sous les ordres de son futur ami, Álvaro de Bazán, marquis de Santa Cruz de Mudela.

### L’exil
Étudiant alors la grammaire aux Teatinos et les mathématiques à l'Academia Real, il sert de secrétaire au marquis de las Navas, mais il est distrait de toutes ses activités par ses nombreuses relations amoureuses.
De son premier grand amour naît… l’exil. Elena Osorio (la "Filis" de ses vers), femme mariée à l’acteur Cristobal Calderón, et fille du metteur en scène Jerónimo Velázquez, devient son premier grand amour. Séparée de son premier mari, elle se remarie (obligée par son père, qui forcera la rupture avec Lope) au noble Francisco Perrenot. Lope, par vengeance, insulte la famille de ce dernier via des libelles. Il dénonce la situation dans sa comedia Belardo furioso et dans une série de sonnets. Il est alors traduit en justice et la sentence est sévère : cinq ans d’interdiction de séjour à Madrid et deux ans d’exil du royaume de Castille, le tout sous peine de mort.
Lope se souviendra de cet amour dans son roman La Dorotea. Mais il est déjà de nouveau amoureux d’Isabel de Alderete y Urbina (il usa de l'anagramme "Belisa" dans ses vers), avec qui il se marie en 1588 après l’avoir enlevée (le mariage l'ayant sauvé d'un nouveau procès).
Cette même année, Lope s’engage dans l’Invincible Armada sur le galion San Juan.
Après la débâcle de l’Invincible Armada, au naufrage de laquelle il survit miraculeusement, Lope revient à Valence en décembre 1588 avec Isabel de Urbina. Le théâtre est alors en pleine effervescence, Lope  perfectionne sa mise en scène, assiste à de nombreuses représentations dont celles de l’Academia de los nocturnos (Théâtre local). Il y remarque le refus de l’unité d’action, l’imbroglio italien.
En 1590, Lope s'installe de nouveau à Tolède et se met au service de don Francisco de Ribera Barroso et du duc d'Alba, don Antonio de Toledo y Beamonte, en s’introduisant comme gentilhomme de chambre à la cour ducale d’Alba de Tormes, où il vécut de 1592 à 1595. Il y découvre le théâtre de Juan del Encina, et en reprendra le personnage du gracioso (valet bouffon) en perfectionnant son aspect dramatique.
Isabel de Urbina meurt en 1594. C’est à ce moment qu’il écrit son roman pastoral La Arcadia.

### Le retour en Castille

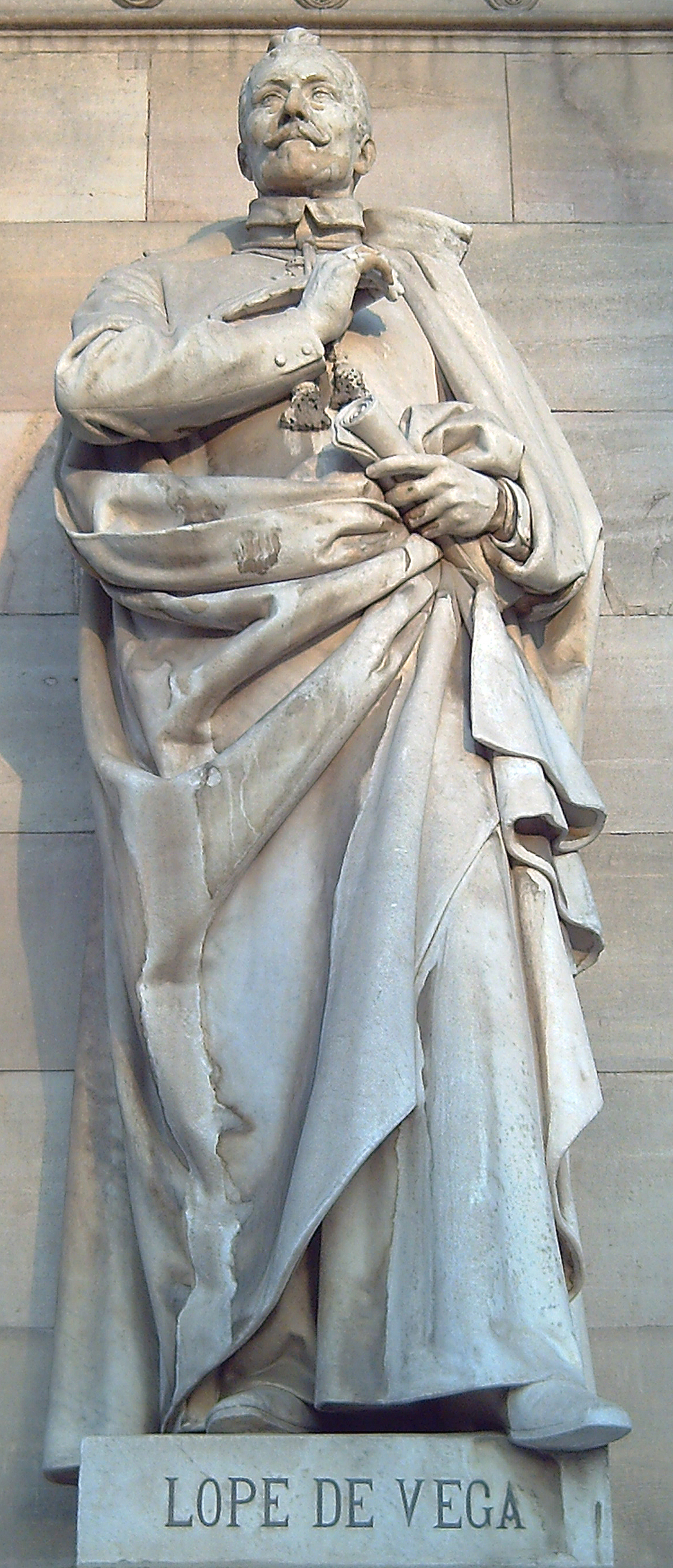
Statue de Lope de Vega à l'entrée de la bibliothèque nationale d'Espagne (marbre blanc, Manel Fuxá Leal, 1892).

En 1595, passées les huit années d’exil, Lope revient à Madrid. L’année suivante, il subit un nouveau procès pour cause de concubinage avec l’actrice Antonia Trillo.
En 1598, il se marie avec Juana de Guardo, fille d’un riche commerçant de viande de la cour, ce qui lui attire l’ironie et la moquerie de plusieurs des grands esprits de l’époque (dont Luis de Góngora). Juana était apparemment vulgaire, au sang douteux, et le mariage semblait plus dicté par l’argent que par l’amour. Lope eut pourtant avec Juana son fils préféré, Carlos Félix, ainsi que trois filles.
Il vit jusqu’en 1603 à Séville en tant que secrétaire du futur comte de Lemos, et entretient une relation sérieuse avec Micaela de Luján à qui il dédie nombre de ses vers. Femme mariée, actrice, il eut cinq enfants avec elle, dont ses préférés, Marcela et Lope Félix. C’est une des relations amoureuses importantes de Lope, et il semble que cette dernière se termine en 1608.
Vivant entre plusieurs foyers familiaux et un grand nombre de maîtresses – beaucoup d’actrices, comme le démontre le procès de concubinage de 1596 - Lope se voit dans l’obligation d’assurer un train de vie onéreux et de soutenir plusieurs relations et enfants légitimes ou non. Il y arrive grâce à un travail acharné, écrivant sans relâche poésies et comedias, parfois imprimées sans relecture. Ce n’est qu’à trente-huit ans que Lope peut enfin corriger et éditer une partie de son œuvre. En tant qu’écrivain professionnel, il demande l’obtention de droits d’auteur sur ceux qui imprimaient ses comedias sans sa permission et, à défaut, le droit de correction de ses propres œuvres.
En 1605 Lope entre au service de Luis Fernández de Córdoba y Aragón, duc de Sessa. Leur amitié dure jusqu'à la mort de Lope de Vega.
En 1609, Lope présente son Arte nuevo de hacer comedias, œuvre théorique capitale. Il entre à la confrérie d'esclavos del Santísimo Sacramento à laquelle appartenaient alors les grands écrivains, dont Francisco de Quevedo, ami personnel de Lope, et Cervantes, avec qui il a entretenu des relations tendues à la suite des allusions contre lui que donne Don Quichotte.
En 1612, la mort de son fils préféré, puis celle de sa femme Juana, l'année suivante, marquent un tournant dans sa vie.

### Ordre de Saint-Jean de Jérusalem

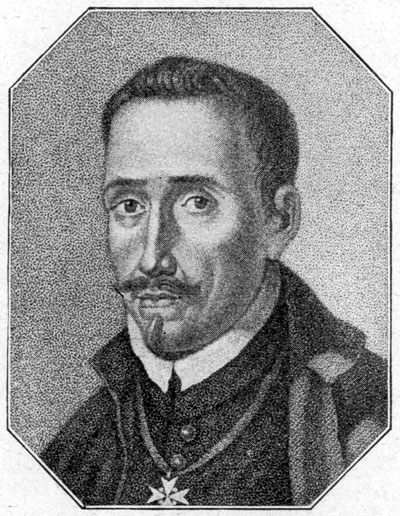
Lope de Vega (portrait 1605).

Le 24 mai 1614, Lope de Vega entre dans l'ordre de Saint-Jean de Jérusalem. Sa vie désordonnée, ses amours coupables et la mort de ses proches ont sans doute provoqué une crise existentielle chez lui, qui se traduit par une inspiration plus spirituelle et religieuse. C’est à ce moment qu’il écrit les Rimas sacras et de nombreuses œuvres pieuses, et ses vers se teintent d’inspirations philosophiques.
Luis de Góngora provoque alors une révolution esthétique dans ses Soledades. Même si l’on sent chez Lope une nouvelle évolution dans l’écriture de ses vers, il tient à se distancier de cette « nouvelle esthétique » culturaliste et s’en moque même dès qu’il en a l'occasion. Ce à quoi Góngora réagit de son côté, notamment en écrivant des satires.
Lope doit essuyer d’autres critiques qui portent sur le non-respect des trois règles d’unité. Pedro Torres Rámila, auteur d’une Spongia en 1617, dénigre non seulement le théâtre de Lope de Vega, mais aussi toute son œuvre narrative, épique et lyrique. Ce à quoi ont répondu plusieurs amis humanistes du Phénix, Lopez de Aguilar à leur tête, dans un texte de 1618 « Expostulatio Spongiae a Petro Hurriano Ramila nuper evulgatae. Pro Lupo a Vega Carpio, Poetarum Hispaniae Principe », et qui contient leurs éloges, pour les plus connus, Tomás Tamayo de Vargas, Vicente Mariner, Luis Tribaldos de Toledo, Pedro de Padilla, Juan Luis de la Cerda, Hortensio Félix Paravicino, Bartolomé Jiménez Patón, Francisco de Quevedo, le Comte de Salinas, et Vicente Espinel.
C’est donc critiqué et attaqué, mais encouragé par le texte qui le défend, que Lope continue de s’essayer dans le genre épique (La Filomena, 1621 – La Andrómeda, 1621 – La Circe, 1624 – La rosa blanca, 1624 – La corona trágica, 1627, sur la vie et la mort de Marie Stuart).

### La fin de sa vie
Même si sa vocation est sincère, Lope ne peut maîtriser  son tempérament sensuel et poursuit une vie amoureuse sans trouver le bonheur familial.
Il tombe amoureux d’une belle jeune femme, Marta de Nevares, un scandale à l’époque vu sa condition d'ecclésiastique. Cette relation est pourtant sérieuse jusqu'à la mort de Marta et a été source de rebondissements et de frustrations, à l'image de ses comedias.
Lope cultive la poésie comique et philosophique en se dédoublant en Tomé de Burguillos, hétéronyme burlesque, et médite sereinement sur la vieillesse et sa jeunesse désordonnée.
Il reçoit les honneurs du roi, puis, en 1624, Urbain VIII lui confère le titre de docteur en théologie, mais Lope est de plus en plus seul. Tous ses parents et sa famille meurent (Marta devient aveugle en 1626 et meurt en 1628 – Lope Félix se noie en 1634 – Antonia Clara, fille naturelle préférée, secrétaire et confidente, est séquestrée par un hidalgo, etc.), il ne lui reste qu’une seule fille, Marcela, religieuse, qui sera la seule à lui survivre. Malgré les tourments de sa vie personnelle, Lope compose des œuvres de genres très différents et qui sont à compter au nombre des plus belles réussites littéraires de l'époque : les comedias El castigo sin venganza (1631), La mayor virtud de un rey (1631), en prose: La Dorotea et surtout les œuvres lyriques Rimas humanas y divinas qui incluent La Gatomaquia (1631).
Lope de Vega meurt le 27 août 1635 de la scarlatine. Le peuple de Madrid lui fait de véritables funérailles nationales. Plus de deux cents auteurs écrivent des éloges publiés à Madrid et à Venise. Son  talent immense  comme sa réputation sont à l’origine d’une expression à l’époque : « Es de Lope », « c’est de Lope », utilisée pour indiquer que quelque chose était excellent.

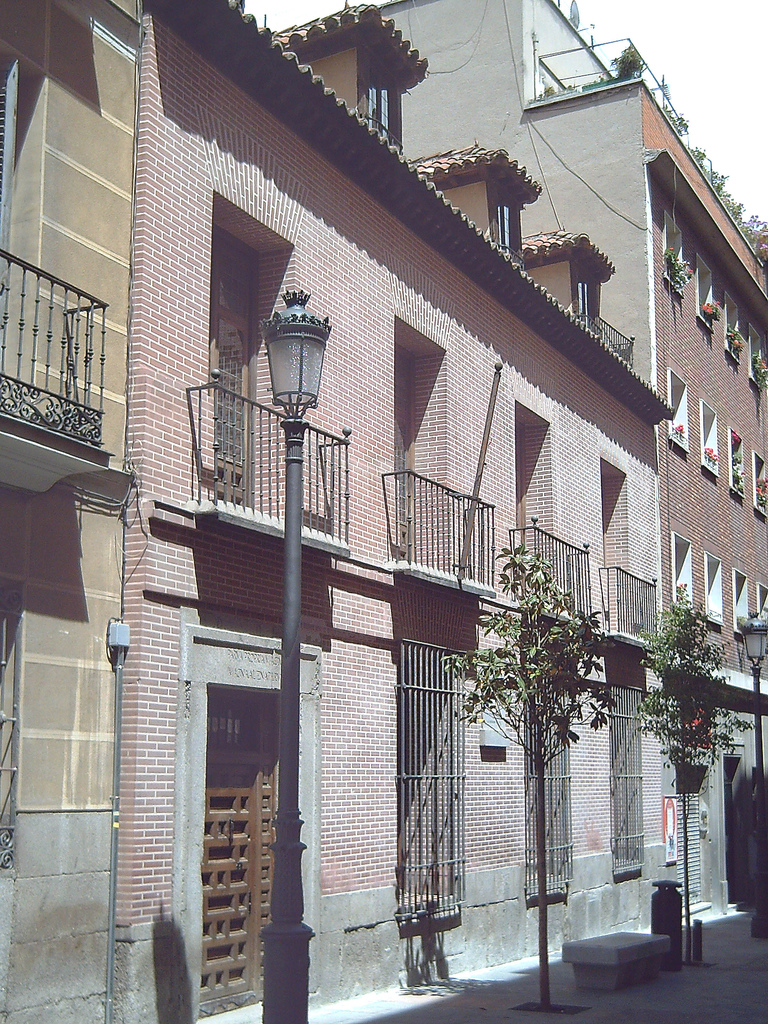
Madrid, maison (et musée) de Lope de Vega de 1610 jusqu'à sa mort en 1635
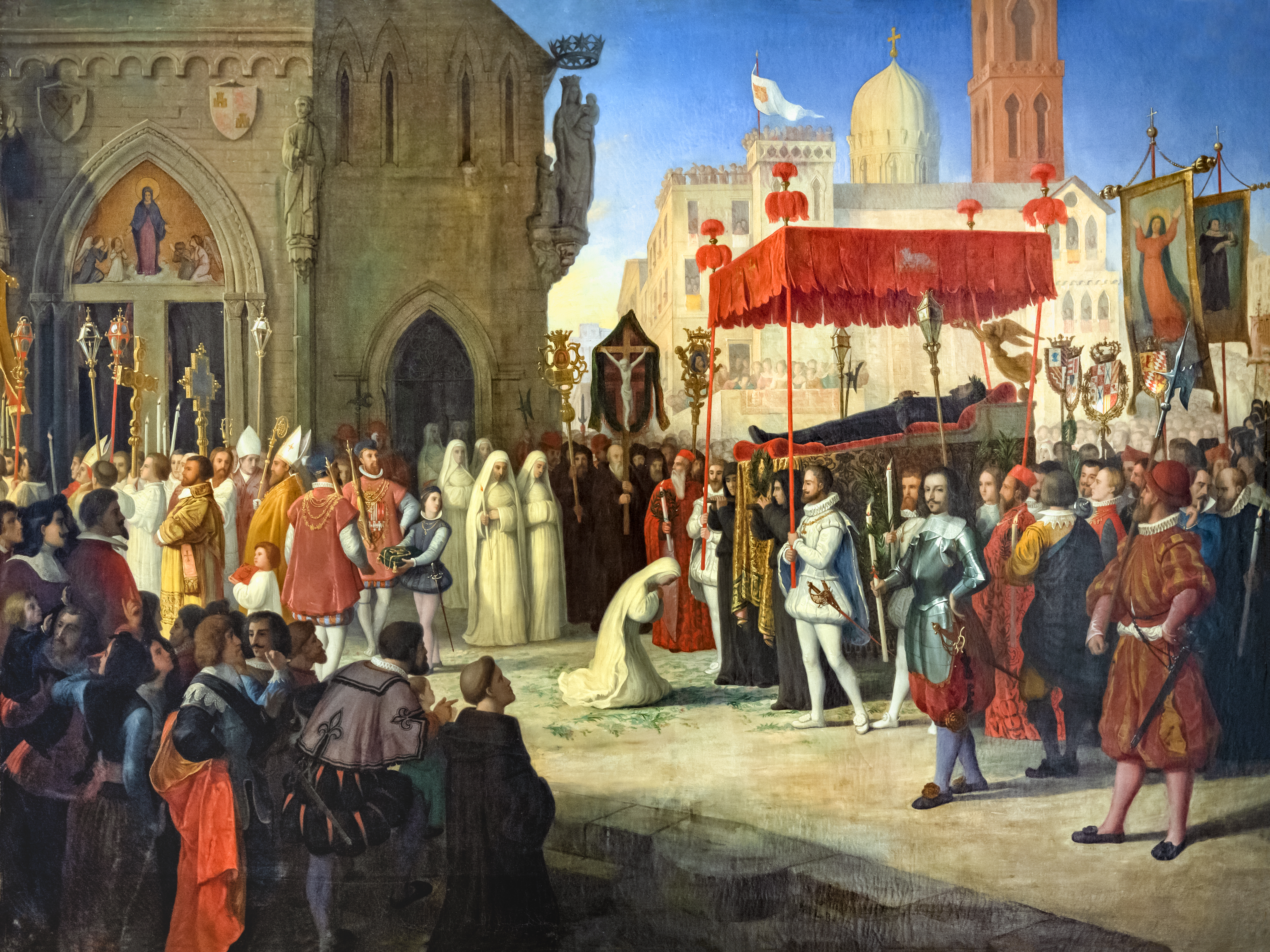
Les Funérailles de Lope de Vega par Paul Balze

## Œuvre en prose

### Romans
- La Arcadia (1598) : roman servant de prétexte à la présentation de ses poèmes (plus de 160). Œuvre au retentissement considérable à l’époque, de très nombreuses fois réimprimée de son vivant.
- El peregrino en su patria (1604) : roman byzantin et d’aventures qui se déroule intégralement en Espagne.
- Pastores de Belén (1612) : roman pastoral religieux qui narre des événements évangéliques en relation avec la naissance du Christ. Prose et poèmes (167).

### Nouvelles
- Las Fortunas de Diana (1621).
- La desdicha por la honra (1624).
- La prudente venganza (1624).
- Guzmán el Bravo (1624).

### Action en prose
- La Dorotea (1632) : œuvre dialoguée, plus tardive et en prose. Présente aussi de nombreux poèmes. Il y évoque ses amours pour Elena Osorio.

### Prose Historique
- Triunfo de la fe en el reino de Japón por los anos 1614-1615 (1618).

### Prose ascétique
- Soliloquios amorosos de un alma a Dios (1626).

### Critique (didactique et historique)
- Cinq essais sur la poésie (1602-1623).
- Justa poética en honor del bienaventurado San Isidro (1620).
- Relación de las fiestas en la canonización de San Isidro (1622).

## Œuvre en vers

### Lyrique religieuse
- Soliloquios (1612).
- Rimas sacras (1614) : poèmes essentiellement à la première personne et dirigés à un « toi » intime, où Lope dénonce et se repent d’une vie amoureuse désordonnée.
- Romancero espiritual (1622).
- Triunfos divinos (1625) : prêtre depuis dix ans, critiqué, Lope s’intéresse à la poésie sacrée comme instrument afin de se rapprocher du pouvoir politique et ecclésiastique.

### Lyrique profane
- Églogues : A Amarilis (1633); A Filis (1635).
- Épitres: A Arguijo; A Rioja; A Matias de Porras; A Francisco de Herrera...
- Rimas (1602 et 1604) : collection de 200 sonnets. Vu son succès, une seconde partie est publiée en 1604.
- Rimas humanas y divinas (1634) : dernier recueil de poèmes publié par Lope de Vega, qu’il attribue à Tomé de Burguillos, hétéronyme burlesque.

### Lesromances
Lope et Luis de Góngora sont les chefs de file de toute une génération de jeunes poètes qui se font connaître entre 1580 et 1590. Les auteurs ne se préoccupent pas de réclamer directement des droits sur leurs œuvres. L’attribution de nombreux textes reste encore aujourd’hui floue. Cette nouvelle vague de romances a été très rapidement acceptée par la société de l’époque, et les auteurs mêlent fantaisie conventionnelle, amours, faveurs et dédains, expériences érotiques, etc.

### Poèmes narratifs
Didactico-Critique : 
- Laurel de Apolo (1630) : Lope travaille via cet ouvrage de poèmes à gagner les faveurs des hautes sphères et cercles littéraires de l’époque (éloges de poètes de son temps, légendes mythologiques, mais aussi attaques personnelles et satires).
- Arte nuevo de hacer comedias (1609): œuvre critique majeure où Lope fixe les règles d’un théâtre qui s’impose à l’époque comme un phénomène culturel de masse.
- Isagoge a los estudios de la compañía.
- La vega del Parnaso (1637): poèmes publiés après sa mort, mélange de drames et de poèmes lyriques centrés sur la conscience de la mort et qui constituent une révolution du poète par sa technique lyrique.

Descriptifs : 
- Descripción de la Abadia ; Descripción de la Tapada; La mañana de San Juan en Madrid; Las fiestas de Denia, etc.

Burlesque : 
- La Gatomaquia (1634): poème épique burlesque le plus abouti de Lope de Vega, mais aussi du genre épique espagnol.

Pastoral : 
- La selva sin amor (1630) : églogue pastoral, satire.

Religieux : 
- El Isidro (1599) : poème hagiographique sur la vie du saint patron de Madrid, San Isidro. Lope a eu accès aux documents officiels de béatification du saint. Lope est ici très proche du monde rural où vivait le saint, traduisant son réel intérêt de toujours rester en contact avec la nature.

Historique : 
- La corona trágica (1627) : vie et mort de Marie Stuart.
- La Dragontea (1598) : interdite, La Dragontea dut être imprimée à Valence, puis éditée à l’intérieur même de "La hermosura de Angelica". Narre les aventures de sir Francis Drake.
- La Jerusalén conquistada (1609) : poème épique qui narre la fin des Croisades.

Chevaleresque : 
- La hermosura de Angélica (1602) : dédié à son ami et poète Juan de Arguijo, Lope laisse de côté sa vie de marin sur le San Juan et narre l’histoire d’Angélique en continuation du défi (que ceux qui peuvent faire mieux le fassent…) lancé par Ludovico Ariosto dans son Orlando Furioso.

Mythologiques : 
- La Filomena (1621) : poèmes et romans variés où Lope s’essaie principalement à la légende mythologique.
- La Andrómeda (1621);
- La Circe (1624) : œuvre sensiblement similaire à La Filomena dans son approche mythologique. Lope répond en surpassant la légende mythologique fixée par son « ennemi » Góngora.

## Œuvre dramatique etLa Comedia nueva
Ou tragi-comédie à l'espagnole, fondée par Lope de Vega.
La comedia espagnole représente un des trois grands théâtres inventés par l'Europe des temps modernes (avec le théâtre élisabéthain et la tragédie française classique).

### El arte nuevo de hacer comedias

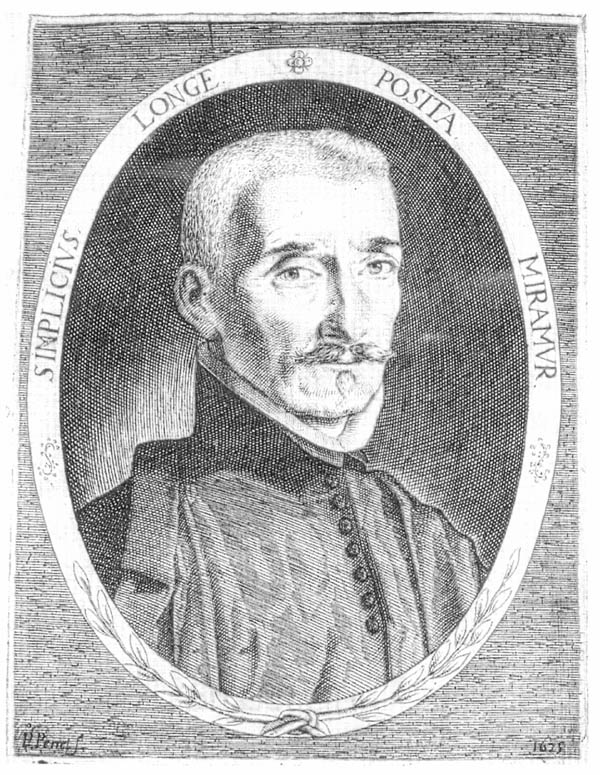
Portrait de Lope de Vega par Pedro Perret, 1625.

El arte nuevo de hacer comedias (Le nouvel art de faire des comédies), poésie en 379 endecasílabos, est publiée en 1609 dans l'édition des Rimas. Lope de Vega impose par ce texte une nouvelle forme de théâtre, qui deviendra vite une drogue pour le public espagnol du XVIIIe siècle. L'action prime sur la réflexion ou la profondeur psychologique. Les plaisanteries de l'inévitable gracioso (le valet bouffon) ne sont pas toujours du meilleur goût... Mais le public ne se lassera pas des Comedias qui offrent aux spectateurs un mélange tragique et comique, un regard différent sur le monde, du rêve, mais toujours sous une idéologie conservatrice et aux valeurs traditionnelles. La persistance de la tradition médiévale à travers des genres populaires comme ceux des coplas et des romances sont des faits typiques de l'évolution littéraire espagnole, et la comedia nueva naît de ces circonstances.
C'est lors d'une conférence que Lope de Vega présente son texte devant une assemblée de savants et d'humanistes de Madrid.
J.-M. Rozas divise le texte en trois parties
La première partie, Parte prologal (v. 1-48), qui se présente comme une captatio benevolentiae. Lope s'adresse à son auditoire avec une certaine ironie, laissant entendre que tous ceux qui sont présents savent mieux que lui la façon d'écrire une comedia et que c'est d'abord le (mauvais) goût du public qui doit être pris en considération. On retrouve cette captatio benevolentiae dans la troisième partie : Parte epilogal (v.362-389).
Dans la seconde partie (Parte doctrinal) (v.49-461), Lope fera la description de son Arte nuevo et en présente les concepts fondateurs.
Une partie théorique divisée elle-même en dix paragraphes présentant chacun de ces concepts :
1. Le concept de la tragi-comédie.
2. Les unités.
3. Division du sujet.
4. Langage.
5. Métrique.
6. Les figures rhétoriques.
7. Thématique.
8. Durée de la comedia.
9. L'usage de la satire : intentionnalité.
10. Sur la représentation.

Lope exprime ainsi sa vision d'un Arte nuevo qu'il veut mettre à égalité au genre théâtral issu de l'Antiquité. Son intention reste de s'en détacher en l'adaptant au goût du monde baroque. Il le fait de manière brusque, en s'exprimant par ce texte très structuré, où il convient de préciser que « Lope [...] ne craint de hausser le plaisir esthétique du spectateur (el vulgo) au rang de norme suprême de l'art ».
Lope insiste d'abord sur un habile mélange de genre : le comique et le tragique. Mélange que Lope observe même dans la nature (« buen ejemplo de la naturaleza/ que por tal variedad tiene belleza »).
Il ne reprend pas la règle des trois unités, observée avec rigueur dans le théâtre français et sacralisée par les théoriciens italiens. Il recommande seulement une unité temporelle qui reste vraisemblable. Pas d'unité d'action, s'inspirant de l'"imbroglio" à l'italienne. Quant à l'unité de lieu, il n'en parle même pas. La pièce doit se diviser en trois actes, ou trois journées:
- Le premier acte consiste en une présentation du sujet de la pièce et des personnages.
- Le second noue le drame.
- Le dernier en donne le dénouement.

Quant à la versification, et la métrique, aucune règle n'est imposée.
Parker pose cinq principes qui structurent la Comedia :
- La prépondérance de l'action sur le développement des personnages.
- La prépondérance du sujet sur l'action, et la conséquence implicite de la vraisemblance réaliste.
- L'unité dramatique du sujet et non de l'action.
- La subordination du sujet à une intention morale.
- L'élucidation de l'intention morale par raccroc dramatique.

### Comediasattribuées à Lope de Vega
Entre 1604 et 1647 ont été publiés 25 tomes des Comedias, bien que les premiers soient sortis sans le consentement de leur auteur. Ce dernier n’a pris les choses en main qu’à partir du tome IX (1617) et jusqu’aux tomes XXI et XXII (à sa mort).
Juan Pérez de Montalbán, disciple de Lope, affirme, dans son Fama póstuma, que le Phénix en aurait écrit 1 800, ainsi que 400 autos-sacramentales, dont la plus grande partie serait à jamais perdue.
Lope, plus modeste, en reconnaît 1 500, incluant certainement ses autos-sacramentales.
Charles Vincent Aubrun estime que le dramaturge n’écrivait qu’un plan des œuvres et en composait certaines parties, laissant à des poètes et auteurs de son atelier le soin de compléter l’œuvre.
Rennert y Castro conteste le chiffre exagéré dans une étude et pense que l’on peut attribuer à Lope 723 titres, dont 78 sont d’attribution douteuse, et 219 titres perdus, ce qui porterait aujourd’hui à 426 pièces effectivement de Lope.
Morley y Bruerton, suivant en partie des critères de métriques et versification, attribue à Lope 316 comedias, 73 seraient incertaines et 87, communément attribué à Lope, ne le seraient pas.

### Les œuvres majeures et de premier plan

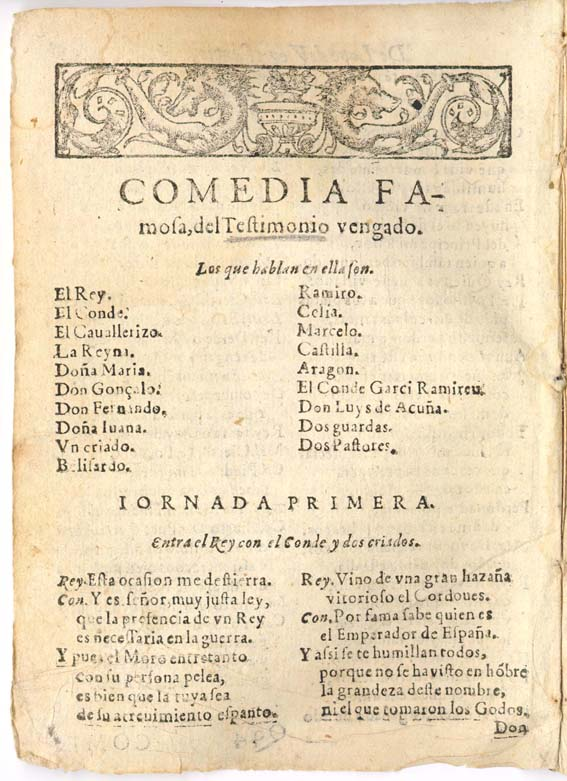
Couverture de la comedia El testimonio vengado.

De toutes ses œuvres « officiellement » attribuées, sont reconnus comme œuvres majeures (sans enlever pour autant des scènes d’autres comedias où brille encore le génie de Lope) :
- Peribáñez y el comendador de Ocaña (1610).
- Fuenteovejuna (1612-1614) (adapté en téléfilm en 1962 sous le titre de Font-aux-cabres).
- La dama boba (1613).
- Amar sin saber a quién (1620-1622).
- El mejor alcalde el rey (1620-1623).
- El caballero de Olmedo (1620-1625).
- La moza de cántaro (1624-1630).
- Por la puente, Juana (1624-1630).
- El castigo sin venganza (1631).

Ainsi que des œuvres de premier plan :
- El perro del hortelano.
- El villano en su rincón.
- El duque de Viseo.
- Lo fingido verdadero.
- La discreta enamorada.
- El acero de Madrid.
- Los embustes de Celauro.
- El bobo del colegio.
- El amor enamorado.
- Las bizarrías de Belisa.
- La esclava de su galán.
- La niña de plata.
- El arenal de Sevilla.
- Lo cierto por lo dudoso.
- La hermosa fea.
- Los milagros del desprecio.
- El anzuelo de Fenisa.
- El rufián Castrucho.
- El halcón de Federico.
- La doncella Teodor.
- La difunta pleiteada.
- La desdichada Estefanía.
- El rey don Pedro en Madrid.

### Œuvres par thèmes
Marcelino Menéndez Pelayo, critique et un des premiers éditeurs du théâtre de Lope, divise les thématiques de ces œuvres en cinq grands blocs : 
- Les Comedias religieuses : testaments, vie de saints et légendes pieuses : La creación del mundo (1631-35), La hermosa Ester (1610), Barlaan y Josafat (1611) sur la légende de Barlaam et Josaphat, El divino africano (1610), sur la vie de Saint Augustin. San Isidro de Madrid (1604-06), San Diego de Alcalá (1613), et des autos sacramentales comme El tirano castigado.
- Comedias mythologiques, histoires antiques et étrangères : les mythologies s’inspirent des Métamorphoses d’Ovide. Drames destinés à la Cour et à l’aristocratie. Parfois même le roi, la reine et des nobles participaient en personne aux représentations. El vellocino de oro (1620), El laberinto de Creta (1612-15), El duque de Viseo (1608-09), Roma abrasada (1598-1600), El gran duque de Moscovia (1606), La reina Juana de Nápoles (1597-1603).
- Comedias de souvenirs et traditions historiques espagnoles. Elles se fondent sur les stéréotypes culturels espagnols :  El villano en su rincón (1614-1616), La campaña de Aragón (1600), Légende de la Campana de Huesca, et histoire des règnes de Pedro I de Aragón, Alfonso I el Batallador et Ramiro II el Monje. Castelvines y Monteses (1606-12), qui s'inspire de la nouvelle de Mateo Bandello, comme l'a fait aussi William Shakespeare pour son Roméo et Juliette. Dans l'œuvre de Lope, les amants finissent toujours par se marier.
- Comedias de pure invention : chevaleresque, pastorales, romanesques. À la fin du XVIe siècle, apparaissent en Espagne les romances populaires qui trouvent leur origine dans le Moyen Âge et sont de tradition orale. El caballero de Olmedo (1622). Les pastorales imitent la Renaissance italienne et sont principalement inspirées de l’Arcadie de Sannazaro et des églogues de Juan del Encina et de Garcilaso de la Vega, La Diana de Jorge de Montemayor, etc., El pastor Fido (1585).
- Comedias de mœurs (mœurs urbaines et palatines).

Aubrun lui préfère une division en trois grands thèmes :
- L’Amour.
- L’honneur.
- La Foi.

Ruiz Ramon, quant à lui, parle de :
- Drames issus d’un pouvoir injuste (noble/peuple – peuple/roi – roi/noble).
- Drames d’honneur
- Drames d’amour.

## Redécouverte
En 2023, la Bibliothèque nationale d'Espagne affirme qu'une œuvre jusqu'alors d'un auteur inconnu peut être attribuée à Lope de Vega grâce à de l'intelligence artificielle,.